# Veronika Exler
Veronika Exler (* 24. Dezember 1990 in Wien) ist eine österreichische Schachspielerin.

## Leben
Das Schachspielen lernte sie im Alter von zehn Jahren von ihrem Vater und danach auf einem Gymnasium. An der Universität Wien hat sie Biologie und Physik studiert.

## Erfolge
Ihr Schachverein ist der Schachclub Donaustadt Wien. In der österreichischen Schachbundesliga spielte sie für den SV Wulkaprodersdorf, wobei sie mit Wulkaprodersdorf in den Saisons 2011/12 und 2013/14 die Bundesliga der Frauen gewann. In Deutschland spielt sie in der 2. Frauenbundesliga Süd für den FC Bayern München, mit dem sie in der Saison 2018/19 in der 1. Frauenbundesliga spielte.
Veronika Exler gewann mehrere österreichische Juniorenmeisterschaften, zum Beispiel die U14-Staatsmeisterschaft der Mädchen 2004 in Aigen im Mühlkreis, die U16-Staatsmeisterschaft der Mädchen 2005 in Saalfelden am Steinernen Meer und 2006 in Tschagguns sowie die österreichische Meisterschaft der Mädchen U18 2007 in Bad Ischl.
Zu ihren größten Erfolgen gehören ihre Ergebnisse bei Staatsmeisterschaften der Frauen. 2009 in Jenbach wurde sie Dritte, 2013 in Feldkirch-Gisingen konnte sie die Staatsmeisterschaft gewinnen. 2014 in Feistritz an der Drau wurde sie erneut Dritte und 2015 in Pinkafeld belegte sie hinter Katharina Newrkla den zweiten Platz. Nachdem Exler 2017 in Graz hinter Anna-Christina Kopinits Zweite wurde, gewann sie den Titel 2018 in Wien. Zweite wurde sie erneut 2022 und 2023 in Wien.
Für die österreichische Frauennationalmannschaft spielte sie bei sieben Mitropa Cups der Frauen: 2005 und 2007 am Reservebrett, 2010 am zweiten Brett, 2014, 2015 und 2016 am Spitzenbrett sowie 2017 am dritten Brett. Beim Mitropa Cup 2014 in Ružomberok erzielte sie eine Norm zum Erhalt des Titels Internationaler Meister der Frauen (WIM). Sie nahm mit der österreichischen Frauennationalmannschaft an fünf Mannschaftseuropameisterschaften teil (2009, 2011, 2013, 2015, 2017 und 2019), wobei sie 2015 in Reykjavík ihre zweite WIM-Norm erzielte, sowie an fünf Schacholympiaden der Frauen (2010, 2012, 2014, 2016 und 2018).
2009 wurde sie FIDE-Meister der Frauen (WFM). Seit März 2017 ist sie Internationaler Meister der Frauen (WIM). Die abschließende dritte Norm hierfür hatte sie in der A-Gruppe des Vienna Chess Opens im August 2016 erzielt. Ihre Elo-Zahl beträgt 2141 (Stand: Oktober 2023). Ihre bisher höchste Elo-Zahl war 2289 im April 2019. Mit ihrer höchsten Elo-Zahl lag sie hinter Regina Theissl-Pokorná auf dem zweiten Platz der österreichischen Elo-Rangliste der Frauen.

## Veröffentlichungen
- Stefan Kindermann / Veronika Exler: Schachstrategien für Schule und Leben: Der Königsplan für Kinder. Münchener Schachakademie, München 2023, ISBN 979-8396030077.